# Hans-Pavia Rosing
Hans-Pavia Rosing, född 22 juni 1948 i Nuuk, död 9 juli 2018, var en grönländsk politiker och ämbetsman. Han hade både partipolitiskt obundna uppdrag och politiska uppdrag för partiet Siumut. Han var son till Peter Lars Nikolaj Rosing, som satt i Folketinget i flera perioder.  

## Uppdrag
- Ordförande för Inuit Circumpolar Conference 1980–1986
- Folketingsmedlem för Grönland 1987–2001
- Ordförande för for Grønlandsgarveriet 1988–1992
- Styrelseledamot i World Conservation Union 1988–1991
- Medlem av Grönlands landsting 1983–1984
- Ordförande för Landstingets finansutskott 1983–1984
- Landsstyremedlem (minister) för ekonomi 1986–1987
- Ordförande i Folketingets utskott för Grönlandslagarna
- Medlem av den danska delegationen till FN:s generalförsamlingar 1991–1993

Han hade därutöver en lång rad uppdrag i organisationer med anknytning till Grönland, grönländsk kultur, politik, miljöskydd och näringsliv. 
Rosing tilldelades Grönlands fredspris 1985.